# Fátima de Madrid
Fátima de Madrid est le nom donné à une astronome et mathématicienne arabe musulmane qui aurait vécu à la fin du Xe siècle et au début du XIe siècle dans l'Espagne islamique. Elle était prétendument la fille de l'astronome Maslama al-Mayriti, avec qui elle aurait travaillé sur plusieurs traités d'astronomie et de mathématiques, dont les tables astronomiques de Muhammad ibn Musa al-Khwarizmi. Le premier récit connu à son sujet est l'édition de 1924 de l'Enciclopedia Espasa-Calpe et les historiens ont mis en doute son existence réelle.

## Carrière présumée
Fátima de Madrid aurait vécu à Cordoue, sous le califat de Cordoue, à la fin du Xe siècle et au début du XIe siècle. On dit qu'elle était la fille du célèbre astronome et scientifique islamique Maslama al-Mayriti.
Son œuvre supposée la plus célèbre, connue sous le nom de « Corrections de Fátima », est une série de traités astronomiques et mathématiques, bien qu'aucune copie n'ait jamais été trouvée. Elle aurait également co-écrit « Un traité sur l'astrolabe » avec son père, qui contient des informations sur la façon d'utiliser les astrolabes. Aujourd'hui, le manuscrit serait encore conservé dans la bibliothèque du monastère de l'Escurial.
Fátima aurait aidé son père à éditer et à adapter les tables astronomiques d'Al-Khwarizmi, remplaçant le calendrier solaire persan utilisé dans ses modèles par le calendrier lunaire islamique. Ils auraient aussi corrigé les tableaux pour tenir compte de la situation géographique de Cordoue, ainsi que du méridien qui la traverse[réf. nécessaire]. Avec son père, elle aurait par ailleurs traduit la numération des années persanes en années arabes et déterminé les positions des planètes le jour de l'Hégire. Fátima aurait également aidé son père à corriger l'Almageste de Ptolémée, qui contenait des erreurs dans les calculs des éclipses[réf. nécessaire].
De plus, Fátima aurait écrit plusieurs zijs, un type de traité astronomique islamique. Ceux-ci couvraient des sujets tels que les calendriers, les éphémérides des planètes, du Soleil et de la Lune ainsi que les éclipses solaires et lunaires[réf. nécessaire]. 
Outre ses travaux sur l'astronomie, Fátima aurait été capable de parler, lire ou écrire en arabe, en espagnol, en hébreu, en grec et en latin.

## Historicité
L'existence réelle de Fátima de Madrid est contestée. La première référence connue à son existence est l'édition de 1924 de l'Enciclopedia Espasa-Calpe. Comme l'explique Ángel Requena Fraile, historien des mathématiques[réf. nécessaire] :

« Dans tout projet aussi ambitieux que [l'Encyclopédie Espasa-Calpe], il y a des errata, quelqu'un sans scrupules ou un copiste imprudent. Ainsi, quelques mythes sont créés, qui ne sont ni documentés ni couverts par d'autres sources, qui font référence à des personnages qui ne devraient pas figurer dans les histoires mais plutôt dans des mythes. Francisco Vera, qui est considéré par beaucoup comme le père de l'historiographie des sciences en Espagne, nous avertissait déjà lorsqu'il s'informait d'un géomètre, évêque de Calahorra à l'époque wisigothe, appelé Luciniano, qui n'apparaît que dans l'Espasa et dans aucune autre source. Nous avons cette situation avec Fátima, la fille intelligente de Maslama. Nous trouvons quelque chose de similaire à ce qui se passe avec Luciniano. Il n'y a aucune référence, aucune source originale ou fiable sur laquelle s'appuyer. »

L'arabiste, historienne et biographe d'Al-Andalus Manuela Marín estime également que Fátima est une invention historique d'Espasa-Calpe. Marín attribue les discussions continues à son sujet, notamment sur internet et avec son inclusion dans un calendrier de 2009 intitulé « Les astronomes qui ont marqué l'histoire », à la répétition sans critique du contenu de l'Espasa-Calpe.